# 新疆広播電視台
新疆広播電視台（しんきょうこうはでんしたい、簡体字：新疆广播电视台、ウイグル語: شىنجاڭ تېلېۋىزىيە ئىستانسى、カザフ語: شينجياڭ تەلەۖيززيە カザフ語： شينجياڭ تەلە ۆيزيا, オイラート語: Шинҗәң Телеүзлһн) は、新疆ウイグル自治区に本部を置く地方テレビ局。

## 概要
新疆ウイグル自治区のラジオ・テレビ局で、首都ウルムチに本部を置いている。1949年12月21日、新疆人民広播電台（ラジオ局）が正式に放送を開始した。1970年10月1日、新疆電視台（テレビ局）が設立され、放送を開始した。
現在、北京語、ウイグル語、カザフ語、キルギス語、モンゴル語で放送している。2018年12月12日、新疆人民広播電台と新疆電視台が合併し新疆広播電視台が正式に設立された。2019年5月、新疆広播電視台はファーウェイと戦略的協力・技術支援協定を締結した。
また、チャンネル数の削減が進められている。2025年7月2日には、テレビ・ラジオのチャンネル数が大幅に削減された。

## ラジオ放送
| チャンネル                                 | 周波数        | 説明               |
| ------------------------------------------ | ------------- | ------------------ |
| 新闻广播                                   | FM96.1        | ニュース総合放送   |
| 交通广播                                   | FM94.9        | 交通情報放送       |
| 文化旅游广播                               | FM92.9        | 文化芸術・旅行放送 |
| 老年广播                                   | FM92.4        | 老人向け放送       |
| 汉语综合广播                               | FM89.5 AM738  | 中国語総合放送     |
| 故事广播                                   | FM102.8       | 物語放送           |
| 音乐广播 (Mix FM)                          | FM103.9       | 音楽放送           |
| 维吾尔语综合广播 ئۇيغۇرچە ئۈنۋېرسال رادىيو | FM101.7/AM558 | ウイグル語総合放送 |
| 哈萨克语广播 قازاق راديوسى                 | FM98.2/AM1107 | カザフ語放送       |
| 蒙古语广播 ᠮᠣᠩᠭᠣᠯ ᠬᠡᠯᠡᠨ ᠦ ᠷᠠᠳᠢᠣ᠋            | AM1233        | モンゴル語放送     |
| 柯尔克孜语广播 قىرعىز رادىيوسۇ             |               | キルギス語放送     |

※取り消し線部は、2025年7月2日に削減されたチャンネルである。

## テレビジョン放送
| チャンネル | チャンネル           | 他言語表記                   | 説明                  |
| ---------- | -------------------- | ---------------------------- | --------------------- |
| XJTV-1     | 汉语新闻综合频道     |                              | 中国語放送            |
| XJTV-2     | 维吾尔语新闻综合频道 | شىنجاڭ تېلېۋىزىيە ئۇيغۇرلىرى | ウイグル語放送        |
| XJTV-3     | 哈萨克语新闻综合频道 | Синьцзян телеарна қазақша    | カザフ語放送          |
| XJTV-4     | 汉语综艺频道         |                              | 中国語 バラエティ     |
| XJTV-5     | 维吾尔语影视频道     |                              | ウイグル語 映画       |
|            | 哈萨克语综艺频道     | Қазақ эстрадалық арнасы      | カザフ語 バラエティ   |
|            | 汉语经济生活频道     |                              | 中国語 経済・生活     |
|            | 维吾尔语经济生活频道 | ئۇيغۇر ئىقتىساد-ھايات يولى   | ウイグル語 経済・生活 |
| XJTV-6     | 汉语影视频道         |                              | 中国語 映画           |
| XJTV-7     | 体育健康频道         |                              | スポーツ・健康        |
|            | 汉语信息服务频道     |                              | 法律・制度情報        |
| XJTV-8     | 少儿频道             |                              | 児童向け              |

※取り消し線部は、2025年7月2日に削減されたチャンネルである。